# Francesc Barret i Druet
Francesc Barret i Druet (Barcelona, 1817 - Blanes, 26 de juny de 1881) fou un jurisconsult il·lustrat, catòlic i liberal.

## Biografia
Fou fill de Francesc Barret i de Francesca Druet, ambdós naturals de Mataró. Estudià Filosofia i Lleis al Col·legi de Sant Pau de Barcelona, a la Universitat de Cervera (en aquests anys Josep Arrau i Barba, amb qui tingué gran amistat, el retratà), a Alcalá de Henares on obtingué el títol de batxiller l'any 1835, i a la Universitat de Barcelona on es va llicenciar l'any 1838.
Va ingressar en el Col·legi d'Advocats de Barcelona l'any 1838, amb el núm. 18 de col·legiat. Va exercir tota la vida d'advocat amb intel·ligència i do de paraula, assolint gran èxit professional. Participà en la fundació i va ser el primer secretari de la Caixa d'Estalvis i Mont de Pietat de Barcelona (1844). Va ser Jutge de Pau de Barcelona (1858-1863), advocat consultor de l'Ajuntament de Barcelona (1859-1861) i regidor i Síndic de l'Ajuntament de Barcelona (1863).
La conjuntura política espanyola el portà a presentar-se a les eleccions a Diputat a les Corts (1863-1864). A causa de la real ordre del 20 d'agost de 1863 que modificava la llei electoral, els progressistes es van abstenir. Tot i que Francesc Barret era afí a la Unió Liberal va aconseguir el vot unànime dels conservadors de Barcelona, amb la missió de portar al Parlament la veu del moviment monàrquic liberal llavors molt viu a Catalunya. En un cèlebre discurs pronunciat al Parlament el 19 de desembre de 1863 exigí al govern una reforma electoral, la celebració de noves eleccions immediates, i un acord entre conservadors i progressistes per redactar una nova constitució que no obeís a doctrines de partit sinó que pogués ser acceptada per tots els espanyols. Aquest discurs va tenir gran ressò a Catalunya però els ministres no van prendre cap d'aquestes mesures; i tal com vaticinà Barret en el seu discurs, l'any següent caigué el govern, i el 1868 la mateixa monarquia a causa de la revolució La Gloriosa (exili d'Isabel II d'Espanya).
El tarannà liberal i alhora moderat de Francesc Barret el portaren a la presidència de l'Ateneu Català (1868) en aquell any de canvis revolucionaris. En el seu discurs d'inauguració del curs defensà els Jocs Florals i l'ús del català, i el lliure dret de discussió.
Va ser elegit diputat de la Diputació de Barcelona el 1875 i el 1877. Fou Degà del Col·legi d'Advocats de Barcelona (1878-1881) fins a la seva mort. Segons recordà Joan Maluquer i Viladot, "la seva figura era respectabilíssima (…) Fou un jurisconsult el consell del qual era acceptat per tothom com si fos una sentència".
Francesc Barret i Druet es casà amb Constança Carafí i Pey, filla de Gaspar Carafí, natural de Sarrià, i d'Antònia Pey, natural d'Olot. Van tenir tres fills (Arcadi, Gustau i Gaspar) que van morir adolescents i dues filles: Consol (1844-1923), que es casà en primeres núpcies amb Arístides Moragas i Barret (fill de Dolors, germana de Francesc Barret, i de Ferran Moragas i Ubach) i en segones amb l'advocat Joan Antoni Sorribas i Zaidin, i Mercè, que es casà amb Melquíades Calzado Merino (1856-1933). El seu net, fill d'Arístides Moragas, Francesc Moragas i Barret va ser el fundador de la Caixa de Pensions per a la Vellesa i d'Estalvi. La seva neta Consol Moragas i Barret es va casar amb el poeta i advocat Marià Vallès i Vallès.